# Hydroxidy

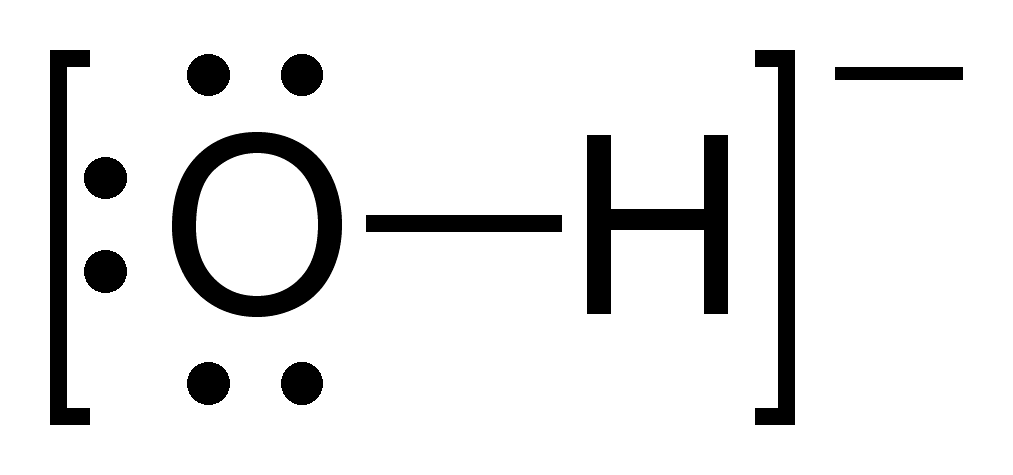
Hydroxidový aniont: tečky znamenají elektrony, čárka elektronový pár a znaménko v horním indexu záporný náboj

Hydroxidy jsou chemické sloučeniny, které obsahují hydroxidový aniont OH− a kovový kationt (například Na+, K+, Ca2+, Fe3+, Mg2+) či amonný kationt NH +
4 . Mezi skupinou OH− a kovem je iontová vazba.
Hydroxidy jsou nejběžnějšími zásadami (bázemi). Vytvářejí je zásadotvorné kovy především jako reakci svých oxidů s vodou. 
Nejznámějšími jsou hydroxidy alkalických kovů a alkalických zemin (například NaOH – hydroxid sodný, KOH – hydroxid draselný, Ca(OH)2 – hydroxid vápenatý nebo Mg(OH)2 – hydroxid hořečnatý).

## Dělení hydroxidů podle rozpustnosti
Hydroxidy se dělí na ve vodě rozpustné a ve vodě nerozpustné. Rozpouštění hydroxidů ve vodě je exotermní děj, při kterém se uvolňuje teplo. Většina hydroxidů je hygroskopická.
- Rozpustné hydroxidy - alkalické kovy a kovy alkalických zemin (I. a II. skupina prvků) tvoří s vodou rozpustné hydroxidy a silně alkalické roztoky (například hydroxid sodný a hydroxid draselný). Slabé alkalické roztoky tvoří například hydroxid barnatý a hydroxid vápenatý. Jejich nasycené roztoky se nazývají barytová voda a vápenná voda. Také hydroxid amonný je ve vodě rozpustný a dokonce existuje pouze jako roztok.
- Nerozpustné hydroxidy - ostatní kovy tvoří s vodou nerozpustné nebo méně rozpustné hydroxidy.

| Rozpustné hydroxidy         | Nerozpustné hydroxidy      |
| --------------------------- | -------------------------- |
| hydroxid lithný LiOH        | hydroxid hořečnatý Mg(OH)2 |
| hydroxid sodný NaOH         | hydroxid cínatý Sn(OH)2    |
| hydroxid draselný KOH       | hydroxid zinečnatý Zn(OH)2 |
| hydroxid vápenatý Ca(OH)2   | hydroxid hlinitý Al(OH)3   |
| hydroxid barnatý Ba(OH)2    | hydroxid olovnatý Pb(OH)2  |
| hydroxid strontnatý Sr(OH)2 | hydroxid železitý Fe(OH)3  |
| hydroxid amonný NH4OH       | hydroxid měďnatý Cu(OH)2   |

## Disociace hydroxidů
Rozpustné hydroxidy disociují ve vodě na kovové a hydroxidové ionty. Tyto roztoky se nazývají alkalické roztoky nebo louhy. Jsou vždy zásadité, neboť mají pH větší než 7 a pOH naopak menší než 7. Zásaditost a kyselost se měří na stupnici pH (určuje koncentraci vodíkových kationtů H+ v roztoku) nebo na stupnici pOH (určuje koncentraci hydroxidových aniontů OH− v roztoku). Rozsah stupnice je od 0 do 14, neutrální roztoky (například voda) mají pH i pOH rovné 7.
Například disociační reakce hydroxidu sodného, hydroxidu vápenatého a amoniaku lze popsat těmito rovnicemi (dolní index (aq) znamená roztok):
{\displaystyle \mathrm {NaOH\ \rightleftharpoons \ Na_{(aq)}^{+}+OH_{(aq)}^{-}} }
{\displaystyle \mathrm {Ca(OH)_{2}\ \rightleftharpoons \ Ca_{(aq)}^{2+}+2\ OH_{(aq)}^{-}} }
{\displaystyle \mathrm {NH_{3}+H_{2}O\ \rightleftharpoons \ NH_{4}^{+}+OH^{-}} }
Disociační reakce vody se nazývá autoionizace vody. Je to chemická reakce, během níž se dvě molekuly vody přemění na hydroxoniový kationt H3O+ a hydroxidový aniont OH−.
{\displaystyle \mathrm {H_{2}O+H_{2}O\ \rightleftharpoons \ H_{3}O^{+}+OH^{-}} }

## Příprava a výroba
V této tabulce jsou u jednotlivých skupin látek popsány postupy přípravy hydroxidy za laboratorních podmínek.
| Skupina či látka       | Možnosti výroby |
| ---------------------- | --- |
| Alkalické kovy         | 1) Reakcí s vodou (vzniká vodík, velice exotermní reakce, větší kousky mohou explodovat!) 2) Reakce oxidu s vodou (rovněž exotermní, probíhá i se vzdušnou vlhkostí)                |
| Amoniak                | 1) Reakce s vodou 2) Reakce amonné soli s hydroxidem alkalických kovů (zejména s hydroxidem sodným)                                                                                 |
| Kovy alkalických zemin | 1) Reakce s vodou 2) Reakce oxidu s vodou (exotermní, příklad je zejména hašení vápna) 3) Reakce sloučeniny daného kovu s hydroxidem alkalických kovů (zejména s hydroxidem sodným) |
| Přechodné kovy a kovy  | 1) Reakce oxidu kovu s vodou 2) Reakce kovu s vodou za přístupu kyslíku (vzniká oxid, dále probíhá reakce, viz bod 1.) 3) Reakce sloučeniny kovu s hydroxidem sodným                |

### Hydroxid sodný
Hydroxid sodný patří k nejdůležitějším hydroxidům a vyrábí se elektrolýzou solanky. Reakce probíhá takto:
- NaCl → Na+ + Cl−
- Na+ + e− → Na0
- Cl− - e− → Cl0

Jelikož reakce probíhá ve vodném prostředí a sodík reaguje s vodou, probíhá reakce dále takto:
- 2 Na + 2 H2O → 2 NaOH + H2

Na katodě se neuvolňuje kovový sodík, ale vodík. Plynný chlór, který se uvolňuje na anodě nereaguje s vodou, a stejně jako vodík je odváděn jinam. Průmyslově se z něj pak vyrábí chlorovodík a následně kyselina chlorovodíková.

### Hydroxid amonný
Zvláštní pozornost si zaslouží hydroxid amonný. Vyskytuje se pouze ve vodném roztoku a samovolně se rozkládá na vodu a amoniak.
- NH3 + H2O ↔ NH3·H2O ↔ NH4OH

## Reakce hydroxidů
Hydroxidy reagují s kyselinami, tato reakce se nazývá neutralizace. Při této reakci vzniká sůl kyseliny a voda. Typickým příkladem je reakce kyseliny chlorovodíkové a hydroxidu sodného, dle rovnice:
- NaOH + HCl → NaCl + H2O

Nebo reakce hydroxidu draselného s kyselinou sírovou:
- 2 KOH + H2SO4 → K2SO4 + 2H2O

Různé hydroxidy jsou různě reaktivní. Všechny hydroxidy reagují s oxidy nekovů a polokovů, příkladem je reakce se vzdušným oxidem uhličitým, podle rovnice:
2 NaOH + CO2 → Na2CO3 + H2O
Čisté hydroxidy alkalických kovů jsou tedy schopné reagovat i se sklem. Reakce probíhá docela pomalu, rychleji probíhá s roztaveným hydroxidem. Kvůli tomuto faktu se hydroxidy musí skladovat v plastových lahvích. Při reakci vzniká křemičitan kovu a voda, reakce probíhá takto:
- 2NaOH + SiO2 → Na2SiO3 + H2O

Čím více je kov v Beketovově řadě kovů vpravo, tedy s vyšším elektrodovým potenciálem, tím méně je hydroxid stabilní a hůře vzniká. Kovy alkalických zemin se při zahřívání na vysokou teplotu rozkládá na oxid a vodu, dle rovnice:
- Mg(OH)2 —t→ MgO + H2O

Čím více je kov vpravo v Beketovově řadě kovů, tím nižší teplota je potřeba na rozpad. Kupříkladu hydroxid měďnatý (Cu(OH)2) potřebuje na rozklad jenom asi 75 °C.

## Využití

### Hydroxid sodný
Hydroxid sodný má široké použití v chemickém průmyslu (výroba mýdel a dalších povrchově aktivních látek, příprava dalších sloučenin sodíku, jako reakční složka při organických a anorganických syntézách), v potravinářském průmyslu (při zpracování tuků a olejů, ale také jako desinfekční činidlo pro vymývání strojů) nebo ve vodárenství při úpravách pitné vody. V domácnostech se dá použít při čištění odpadních potrubí, neboť je velmi žíravý. Po vhození několika peciček hydroxidu sodného do odpadu a zalití horkou vodou začne vařící roztok hydroxidu sodného leptat usazeniny v potrubí. 

### Hydroxid vápenatý
Hydroxid vápenatý (hašené vápno) se používá především ve stavebnictví jako součást malty, omítkových směsí a nátěrových hmot na stěny. Průmyslově se vyrábí reakcí oxidu vápenatého (pálené vápno) s vodou podle rovnice:
- CaO + H2O → Ca(OH)2

Při tuhnutí reaguje se vzdušným oxidem uhličitým podle rovnice:
- Ca(OH)2 + CO2 → CaCO3 + H2O

### Hydroxid hořečnatý
Hydroxid hořečnatý se používá ke korekcím kyselosti u některých potravin (převážně konzervované potraviny) a u krémů na pokožku. Pomáhá také udržovat barevnost výrobků. Je významným zdrojem hořčíku.
Jeho suspenze s vodou je zásaditou a minerální součástí různých potravinových doplňků prodávaných v lékárnách. Používá se jako antacid při neutralizaci překyseleného žaludku.

## Vzhled
Většina hydroxidů je bílá, zde jsou obrázky některých hydroxidů:

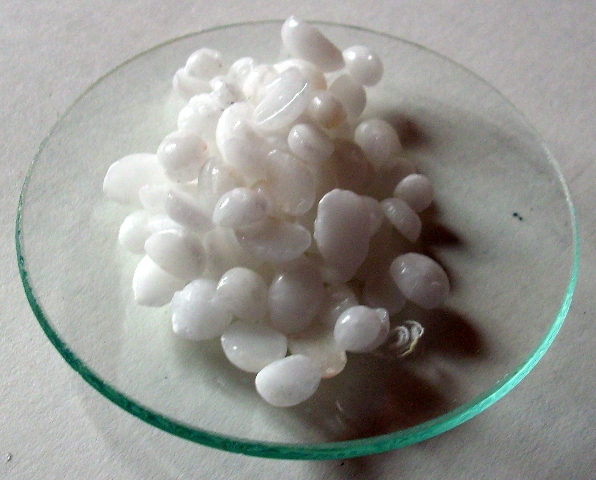
Hydroxid sodný NaOH
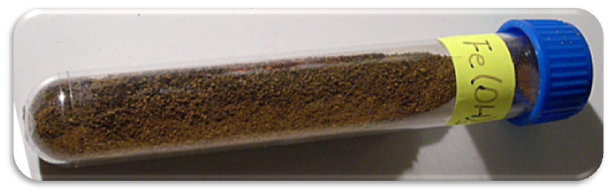
Hydroxid železnatý Fe(OH)2
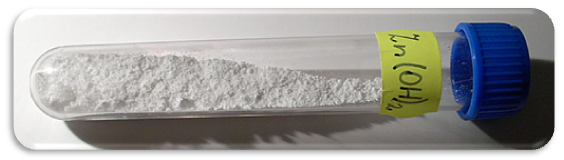
Hydroxid zinečnatý Zn(OH)2
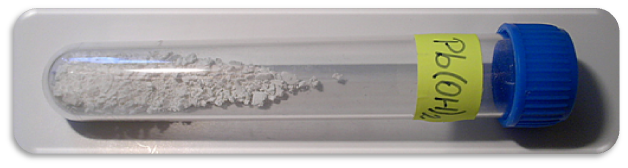
Hydroxid olovnatý Pb(OH)2
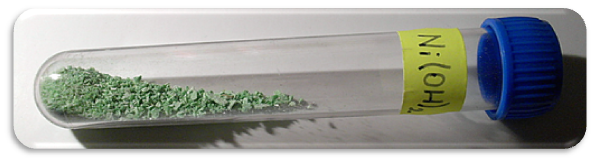
Hydroxid nikelnatý Ni(OH)2
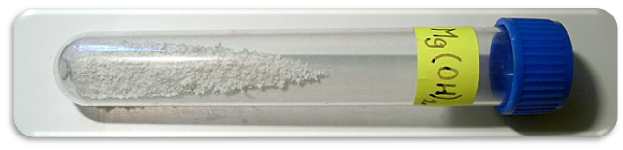
Hydroxid hořečnatý Mg(OH)2
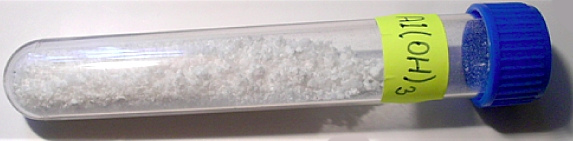
Hydroxid hlinitý Al(OH)3
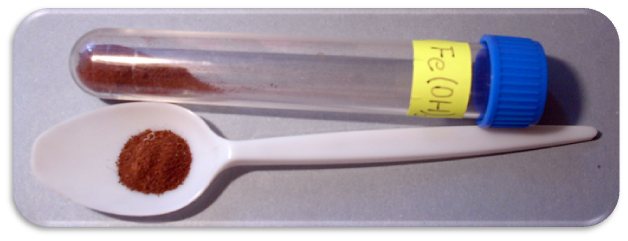
Hydroxid železitý Fe(OH)3
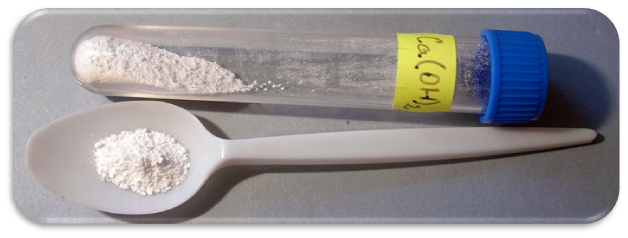
Hydroxid vápenatý Ca(OH)2
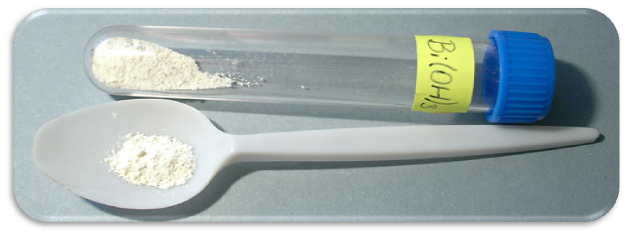
Hydroxid bismutitý Bi(OH)3
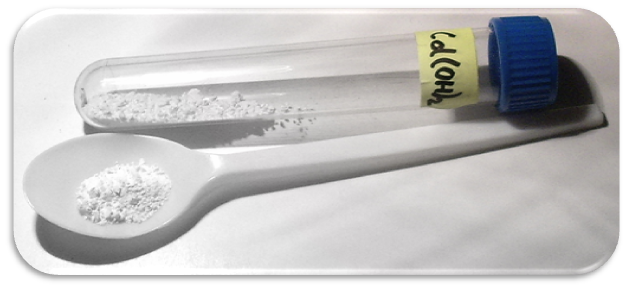
Hydroxid kademnatý Cd(OH)2
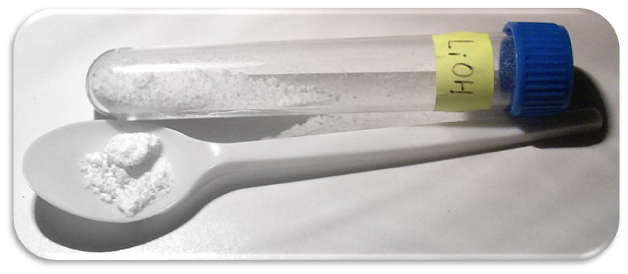
Hydroxid lithný LiOH

## Výskyt
Existuje několik nerostů, které jsou hydroxidy. Jejich vzorce jsou však zapisovány jako hydratované oxidy. Příkladem je zejména limonit (Fe2O3·nH2O či Fe(OH)3), či bauxit (Al2O3·nH2O či Al(OH)3). V běžném životě se můžeme setkat s hydroxidy jakožto s železnou rzí.

## Hydroxid nebo kyselina
Některé látky obsahují hydroxidové skupiny, ale neřadí se mezi hydroxidy. Například hydroxidy halogenů, nekovů a polokovů jsou ve skutečnosti kyseliny. Tyto látky se chovají jako kyseliny a odštěpují kationt H+. 
Některé hydroxidy se chovají jako kyseliny pouze částečně. Zejména hydroxid hlinitý je schopen reagovat s kovovým sodíkem za vzniku hlinitanu sodného.
Některé kovy tvoří hydroxidy i kyseliny, avšak v jiných oxidačních číslech. Vznikají tak například kyseliny jako je kyselina chromová, kyselina manganistá, kyselina rhenistá, kyselina wolframová, kyselina zlatitá, kyselina zlatná nebo kyselina osmičelá. 